# 윤도경
윤유준(尹滔炅, 1989년 7월 2일 ~ )은 전 KBO 리그 kt 위즈의 포수이다.

## 선수 시절

### 두산 베어스시절
2008년에 입단하였다.

### 경찰 야구단시절
2012년에 입단하였다.

### 두산 베어스복귀
2013년에 복귀하였다.

### kt 위즈시절
2014년 7월에 방출된 뒤 이적하였다.별다른 활약을 보여주지 못하고 2015년 6월 18일에 방출됐다.

## 야구선수 은퇴 후
2018년부터 고양 위너스의 플레잉코치로 활동했다.

## 출신 학교
- 광주수창초등학교
- 광주동성중학교
- 광주동성고등학교

## 수상
- 2013년 제4회 한국야구대제전 최우수선수상